# Университет Палермо

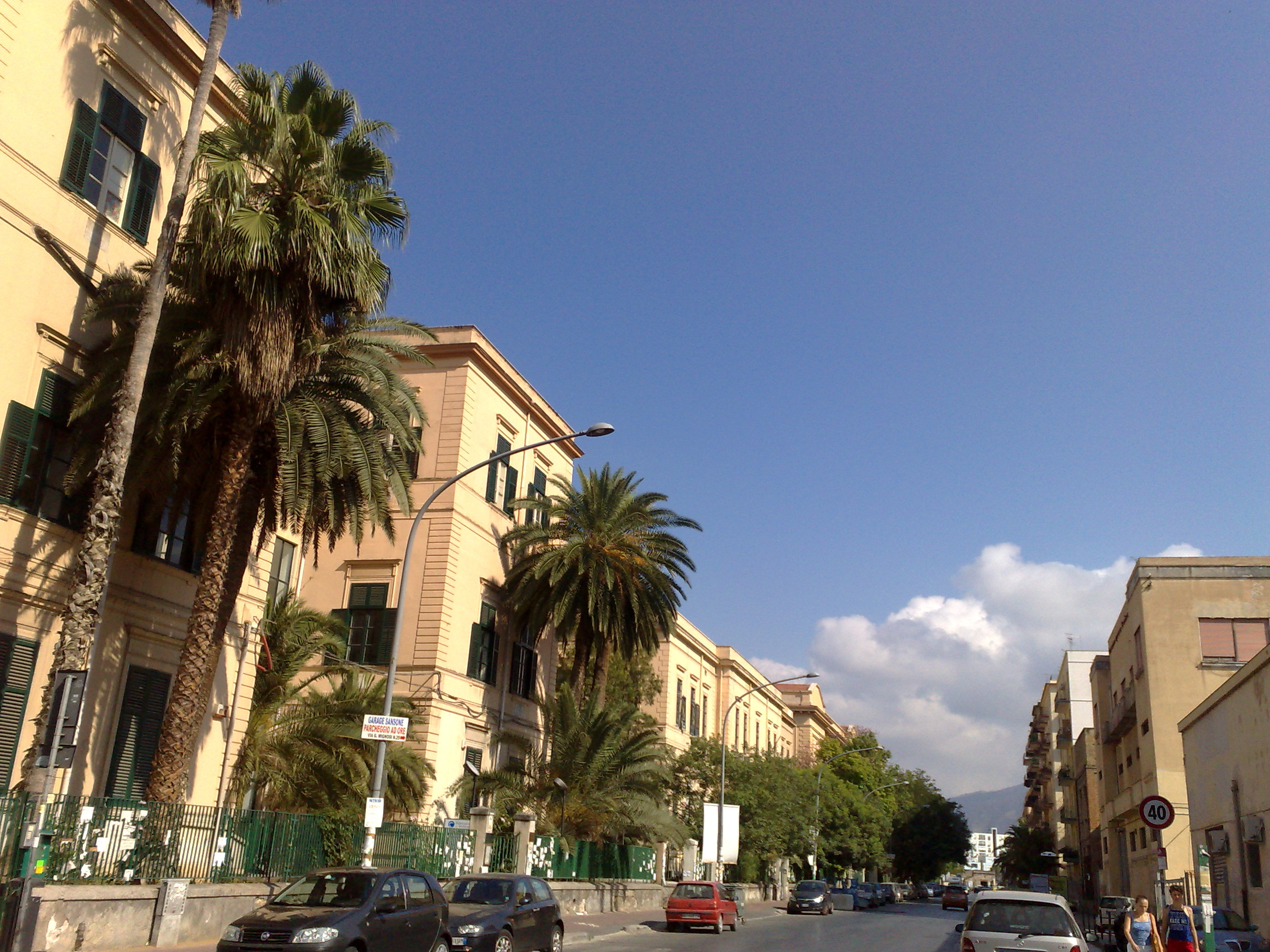
Старые учебные здания

Палермский университет (итал. Università degli Studi di Palermo) — высшее учебное заведение в городе Палермо, где обучается порядка 50 000 студентов. Хотя официально он был основан в 1806 году, истоки высшего образования в этих местах могут быть прослежены в прошлое вплоть до 1498 года, когда здесь уже преподавали медицину и право. Во второй половине XVI века отцы-иезуиты присуждали степени по теологии и философии в Колледжио Массимо ал Кассеро. В 1767 году король Фердинанд I изгнал иезуитов из страны, а на месте их колледжа основал Реджиа Аккадемиа. Иезуиты вернулись 37 лет спустя, за этот промежуток времени король решил, что Академии нужно более хорошее место, и она переехала к собору Св. Джузеппе.
После объединения Италии в 1860 году университет был модернизирован благодаря усилиям химика Станислао Каниццаро и арабиста Микеле Амари, в результате чего приобрёл примерно такой вид, какой имеет сегодня.
С 1984 года основным зданием Университета, в котором находится офис ректора, является Палаццо Стери (бывший замок семейства Кьярамонте). Недалеко от Палаццо Стери, на земле, ранее также принадлежавшей Кьярамонте, находится Ботанический сад Палермо, также являющийся подразделением Университета.

## Факультеты
В настоящее время в университете имеется двенадцать факультетов:
- сельскохозяйственный
- архитектурный
- изящных искусств
- экономический
- педагогический
- инженерный
- правоведения
- математических, физических и естественных наук
- медицинский
- физический
- фармакологический
- политологии

## Известные преподаватели
- Эмерико Амари (1810—1870) — профессор уголовного права.
- Санти Романо (1875—1947) — преподавал административное и конституционное право.
- Альфредо Капелли (1855—1910) — профессор алгебраического анализа.
- Салинас, Антонио (1841—1914) — итальянский нумизмат и археолог. Ректор университета (1903-1904).